# Crataegus spissa
Crataegus spissa är en rosväxtart som beskrevs av Charles Sprague Sargent. Crataegus spissa ingår i Hagtornssläktet som ingår i familjen rosväxter. Inga underarter finns listade i Catalogue of Life.